# مانوئلا بلتران
مانوئلا بلتران (انگلیسی: Manuela Beltrán؛ – زمان نامشخص) یک زن انقلابی اهل نایب‌الملک‌نشین گرانادای جدید (امروزه کلمبیا) بود که در سال ۱۷۸۰ یک شورش دهقانان را علیه مالیات مازاد سازماندهی کرد.

## اطلاعات عام
اطلاعات مربوط به زندگی‌نامه مانوئلا بلتران کمیاب و پراکنده‌است. اعتقاد بر این است که اصلیت او دهقانی بوده، در حدود سال ۱۷۵۰ به دنیا آمد و بیشتر عمر خود را در ویلا دل سوکورو، سانتاندر گذراند. در آنجا خواربارفروشی کوچک خود را، در میدان اصلی سوکورو، اداره می‌کرد. در آن زمان، در نایب‌الملک‌نشین گرانادای جدید، بسیار غیرمعمول بود که یک زن صاحب کسب و کار خود باشد. علاوه بر این، بلتران یکی از معدود مردم منطقه بود که با توجه به بی‌سوادی تقریباً کامل مردم، به دلیل نبود امکانات آموزشی، می‌توانست بخواند و بنویسد.

## مالیات
در نیمه اول قرن هجدهم، امپراتوری اسپانیا بر بهبود نیروی نظامی خود، به‌ویژه Infanteria de Marina (پیاده‌نظام دریایی) متمرکز بود، زیرا منافع اصلی اقتصادی امپراتوری به کنترل کامل مستعمرات آن در قاره آمریکا بستگی داشت. تا سال ۱۷۱۷، سپاه گردان تفنگداران دریایی به‌طور قطعی مستقر و سازماندهی شد و به قدرت کامل خود یعنی دوازده گردان رسید. اولین گردان‌ها به نام‌های: Armada, Bajeles, Marina, Oceano, Mediterráneo و Barlovento بودند. مأموریت آنها تشکیل «بدنه اصلی ستون‌های فرود و وظایف سربازان کشتی» در زمانی بود که سوار شدن بر کشتی هنوز بخش مهمی از نبرد در دریا بود.
عملیات عمده‌ای که آنها در این دوره در آن شرکت کردند عبارت بودند از: ساردینیا، ۱۷۱۷؛ ناپل و سیسیل، ۱۷۳۲؛ دفاع از هاوانا، ۱۷۶۲؛ سفر الجزیره، ۱۷۷۵؛ محاصره پنساکولا، (۱۷۸۱) و محاصره تولون (۱۷۹۳).
این اقدامات نظامی مستلزم مقدار زیادی پول و منابع بود و منجر به مالیات بیشتر برای مردم ساکن در مستعمرات شد. سیستم جدید و سخت مالیاتی (که توسط مقام خزانه سلطنتی خوان فرانسیسکو گوتیرز د پینرس اجرا و ترویج شد، و توسط نایب‌السلطنه و اسقف اعظم آنتونیو کابالرو ای گونگورا به تصویب رسید) شامل افزایش مالیات سلطنتی موجود و ایجاد مالیات‌های جدید در مصرف مسکرات و تنباکو وهمچنین مالیات بر ورود و فروش کالا بود.

## شورش

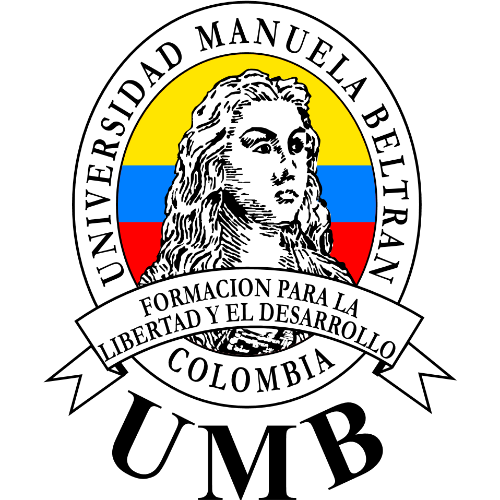
نماد مانوئلا بلتران

در ۱۶ مارس ۱۷۸۱ فرمان سیستم جدید مالیاتی در میدان اصلی شهر سوکورو نصب شد. از آنجایی که بلتران می‌توانست بخواند، جمعیت را در جریان این وضع قرار داد که خشم عمومی مردم را برانگیخت. مانوئلا سند را پاره کرد و اعتصاب را رهبری کرد که به بیش از شصت شهر و شهرک در منطقه آند کلمبیا و یانوس گسترش یافت. این شورش در نهایت با یک مذاکره جعلی ارائه شده توسط نایب‌السلطنه به پایان رسید و به دنبال آن بسیاری از رهبران شورش از جمله خوزه آنتونیو گالان دستگیر و اعدام شدند. هنوز مشخص نیست که آیا مانوئلا بلتران نیز اعدام شد یا خیر.